# Praia Engenho-d'Água
Praia Engenho-d'Água é uma praia brasileira situada no município brasileiro de Ilha Bela. O balneário é uma das mais frequentados por praticantes de todas as modalidades do iatismo, a ponto de uma escola desse esporte ter instalado uma sede no local.[carece de fontes?]